# NGC 2616
NGC 2616 ist eine Linsenförmige Galaxie vom Hubble-Typ S0 im Sternbild Hydra südlich der Ekliptik. Sie ist schätzungsweise 410 Millionen Lichtjahre von der Milchstraße entfernt und hat einen Durchmesser von etwa 135.000 Lichtjahren.
Im selben Himmelsareal befinden sich u. a. die Galaxien IC 514, IC 515, IC 516, IC 517.
Das Objekt wurde am 9. März 1886 von Lewis Swift entdeckt.